# カトリーヌ・ヘスリング

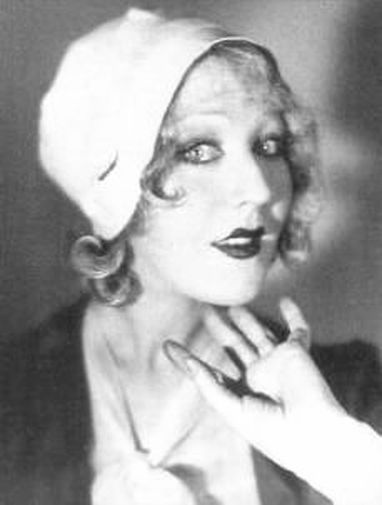
1925年頃のカトリーヌ・ヘスリング

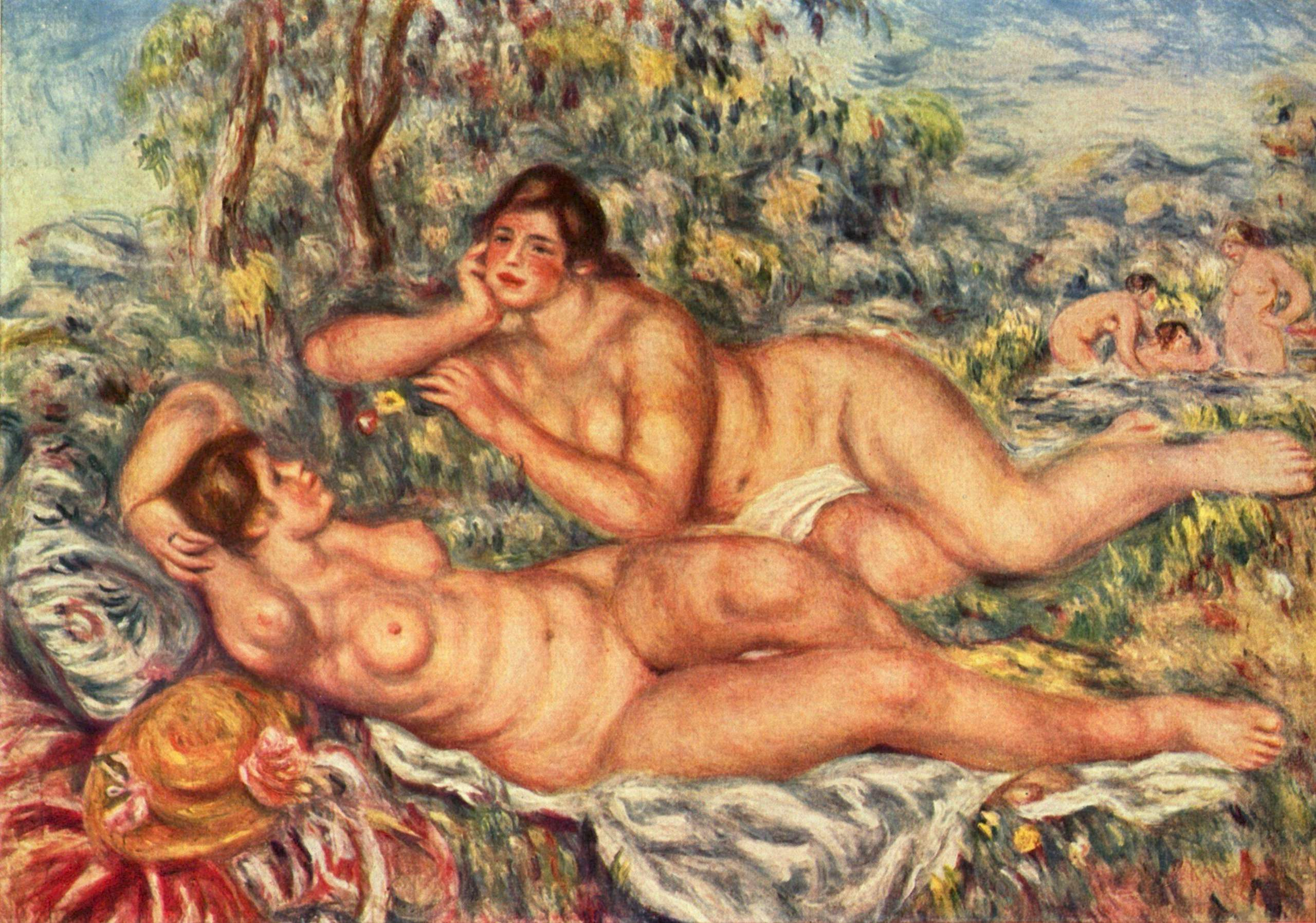
カトリーヌをモデルとして描いたピエール＝オーギュスト・ルノワール最晩年の作品『Les baigneuses』（オルセー美術館収蔵）

カトリーヌ・ヘスリング（Catherine Hessling、発音 : [katʁin (h)ɛsliŋ]、本名 : Andrée Madeleine Heuschling、1900年6月22日 - 1979年9月28日）は、フランス・マルヌ県出身の女優（かつて日本語では誤って「カトリーヌ・エスラン」と表記されていた時期もあったが、後述のように片仮名表記では「カトリーヌ・ヘスリング（又は、エスリング）」が正確な発音に最も近い）。一般的な知名度は後期印象派の巨匠ピエール＝オーギュスト・ルノワール晩年のモデル（愛称：「デデ」）、かつピエール＝オーギュストの息子で映画監督ジャン・ルノワールの最初の妻としてのものが大きい。

## 生涯
1920年にジャン・ルノワールと結婚。1921年には長男アランも生まれた。夫のジャン・ルノワールと共にかねてよりアメリカ映画に没頭してハマるアメリカ映画狂だった彼女は、自らの憧れであるアメリカ女優風にキャサリーン・ヘスリング（[kǽθərin hɛsliŋ]、のちにカトリーヌ・ヘスリング [katʁin hɛsliŋ]）と名乗り、1924年にジャン・ルノワール脚本・監督の『カトリーヌ』（共同監督にアルベール・デュードネがクレジットされている）にて銀幕デビューを果たす。つまり、ジャン・ルノワールが映画監督となったきっかけは女優になりたかったカトリーヌの希望を叶えるためであった。
1931年にジャンが初のトーキー映画となった『牝犬』（La chienne）の主演女優にジャニー・マレーズ（Janie Marèse）を抜擢したことでジャンとの夫婦生活に亀裂が入り、1943年にジャンと離婚した。
離婚後も複数の作品に出演したものの、大きな印象を残すには至らなかった。1979年9月にパリ郊外で没した。

## 主な出演映画
- 『カトリーヌ』-Catherine ou Une vie sans Joie（1924年）
- 『水の娘』-La Fille de l'eau（1925年）、監督：ジャン・ルノワール
- 『女優ナナ』-Nana (1926年)、監督：ジャン・ルノワール
- 『マッチ売りの少女』-La Petite marchande d'allumettes (1928年)、監督：ジャン・ルノワール
- 『港町にて』-En Rade (1928年)、監督：アルベルト・カヴェルキャンティ
- 『上から下まで』-Du Haut en Bas (1933年)、監督：ゲオルク・ヴィルヘルム・パープスト
- 『罪と罰』-Crime et Chatiment (1935年)、監督：ピエール・シュナール

## カトリーヌ・ヘスリングを描いた作品
- ルノワール 陽だまりの裸婦 - 2012年のフランス映画。ピエール＝オーギュスト・ルノワールの伝記映画。